# Stéphane Rossini
Stéphane Rossini, né le 9 août 1963 à Sion (originaire de Valcolla), est un homme politique suisse, membre du Parti socialiste. Conseiller national au début des années 2000, il est également vice-président du parti socialiste suisse de 2008 à 2012, et dirige ensuite l'Office fédéral des assurances sociales.

## Biographie
Stéphane Rossini naît le 9 août 1963 à Sion. Il est originaire de Valcolla, dans le canton du Tessin. Son père, également socialiste, est membre de l'exécutif de Nendaz de 1965 à 1973,.
Après sa maturité au collège de l'Abbaye de Saint-Maurice, il obtient en 1988 une licence en sciences politiques à l'Université de Lausanne, puis un doctorat en sciences sociales,.
De mai 1989 à mai 1990, il est assistant à l'Université de Lausanne et à l'Institut de hautes études en administration publique (IDHEAP) de la même ville, auprès du professeur Pierre Gilliand. Entre mai 1990 et juin 1994, il est chargé de recherche dans le cadre du Programme national de recherche 29, puis, entre juin 1994 et juin 1995, chef de projet de recherche à l'IDHEAP. Il est également directeur du diplôme de formation continue en travail social à l'Université de Neuchâtel ; il devient directeur-professeur du diplôme de formation continue en juin 1995.
Consultant indépendant au Conseil et recherche en politique sociale à Haute-Nendaz entre 1995 et 2005, il devient professeur en 2001 à l'Université de Genève puis, dès octobre 2006, enseigne à la Haute école spécialisée de Suisse occidentale de Lausanne et de Neuchâtel en tant que professeur-directeur du Master of Advanced Studies en action et politiques.
Il préside le conseil de Swissmedic du 1er janvier 2018 au 30 novembre 2019, l'Institut suisse des produits thérapeutiques, ainsi que la Commission fédérale de l'assurance-vieillesse, survivants et invalidité.
Le 3 juillet 2019, le Conseil fédéral le nomme au poste de directeur de l’Office fédéral des assurances sociales, poste qu'il occupe dès le 1er décembre. Sa démission est annoncée le 22 octobre 2024.
Soldat à l'armée, chasseur, joueur de bugle, il est divorcé et père de deux enfants,,.

## Parcours politique
En 1993, il est élu au Grand Conseil du canton du Valais. Il en démissionne en novembre 1999, après son élection en octobre au Conseil national.
Réélu au Conseil national lors du scrutin du 23 octobre 2011, il est nommé président du Conseil national le 24 novembre 2014 pour la dernière année de la législature. Il est membre de la Commission de la sécurité sociale et de la santé publique (CSSS), qu'il préside de décembre 2011 à novembre 2013, et de la Commission de gestion (CdG) à partir de décembre 2003,. Il ne se représente pas aux élections fédérales d'octobre 2015. Il est par ailleurs vice-président du Parti socialiste de mars 2008 à septembre 2012.
Le 3 octobre 2011, il annonce sa candidature au Conseil fédéral pour succéder à Micheline Calmy-Rey, il n'est toutefois pas retenu dans le ticket choisi par le groupe parlementaire socialiste.
En mars 2017, il est candidat non élu au Conseil d'État valaisan pour la législature 2017-2021.

## Publications
- Stéphane Rossini, Au nom de la solidarité, Éditions de l'Aire, 2007, 166 p. (ISBN 9782881088353).
- Stéphane Rossini et Valérie Legrand-Germanier, Le système de santé : politique, assurances, médecine, soins et prévention, Presses polytechniques et universitaires romandes, coll. « Le savoir suisse », 2010, 144 p. (ISBN 9782880748739).